# Atrosalarias hosokawai
Atrosalarias hosokawai és una espècie de peix de la família dels blènnids i de l'ordre dels perciformes.

## Morfologia
- Els mascles poden assolir 7,4 cm de longitud total.[4]

## Reproducció
És ovípar.

## Hàbitat
És un peix marí de clima subtropical i associat als esculls de corall que viu entre 10-18 m de fondària.

## Distribució geogràfica
Es troba des del Japó fins a Papua Nova Guinea.